# Panama Hotel (Seattle)

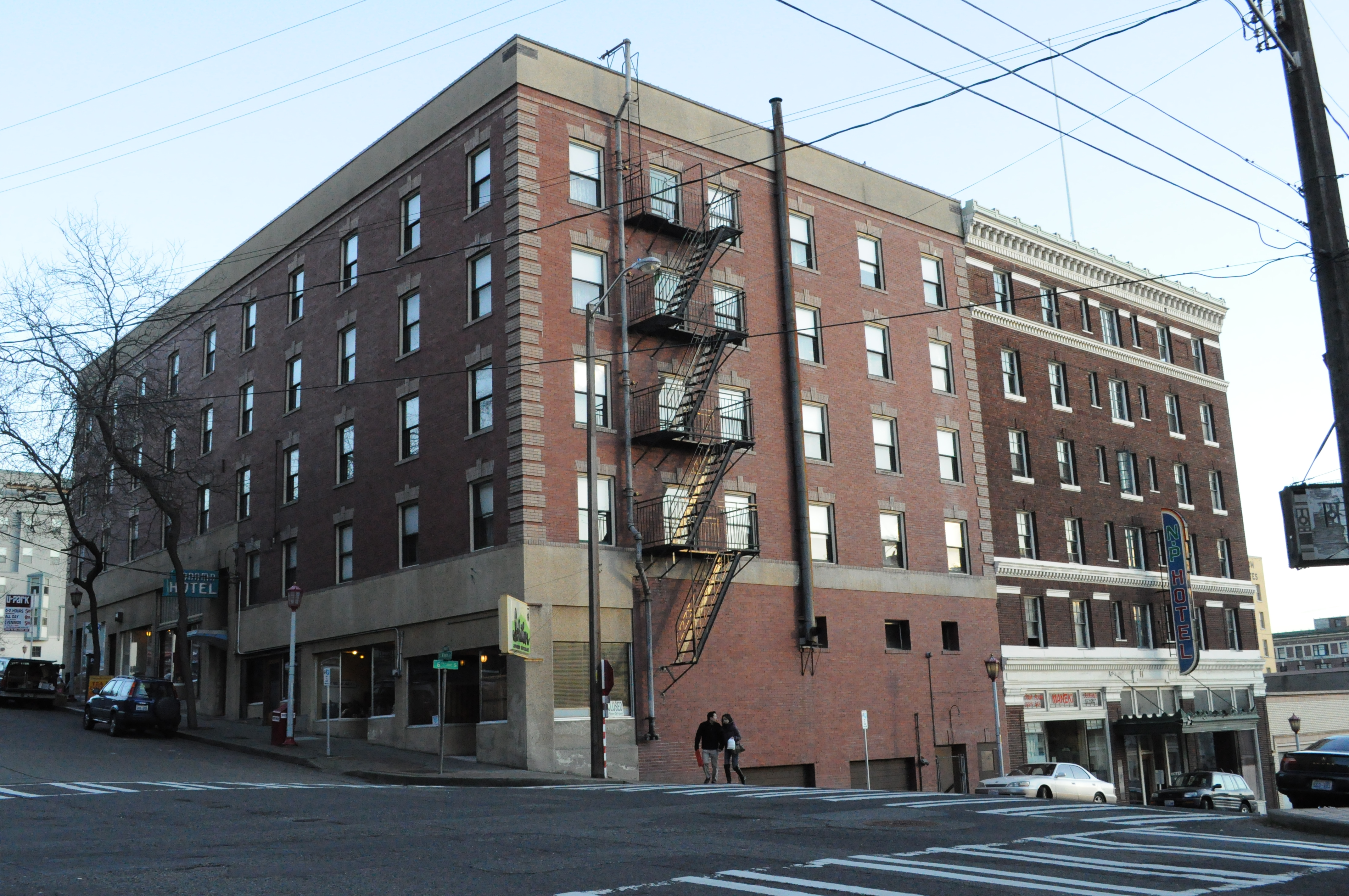
Ansicht des Hotelgebäudes vom Nordwesten

Das Panama Hotel ist ein denkmalgeschütztes Hotel in einem ehemals japanisch geprägten Stadtteil (Japantown, auch: Nihonmachi, heute: International District) von Seattle. Das Gebäude wurde 1910 gebaut und spielte in der ersten Hälfte des 20. Jahrhunderts und besonders in der Zeit der Internierung japanischstämmiger Amerikaner während des Pazifikkriegs eine wichtige Rolle für die japanische Gemeinde in Seattle. Es wird noch heute als Hotel genutzt.

## Geschichte

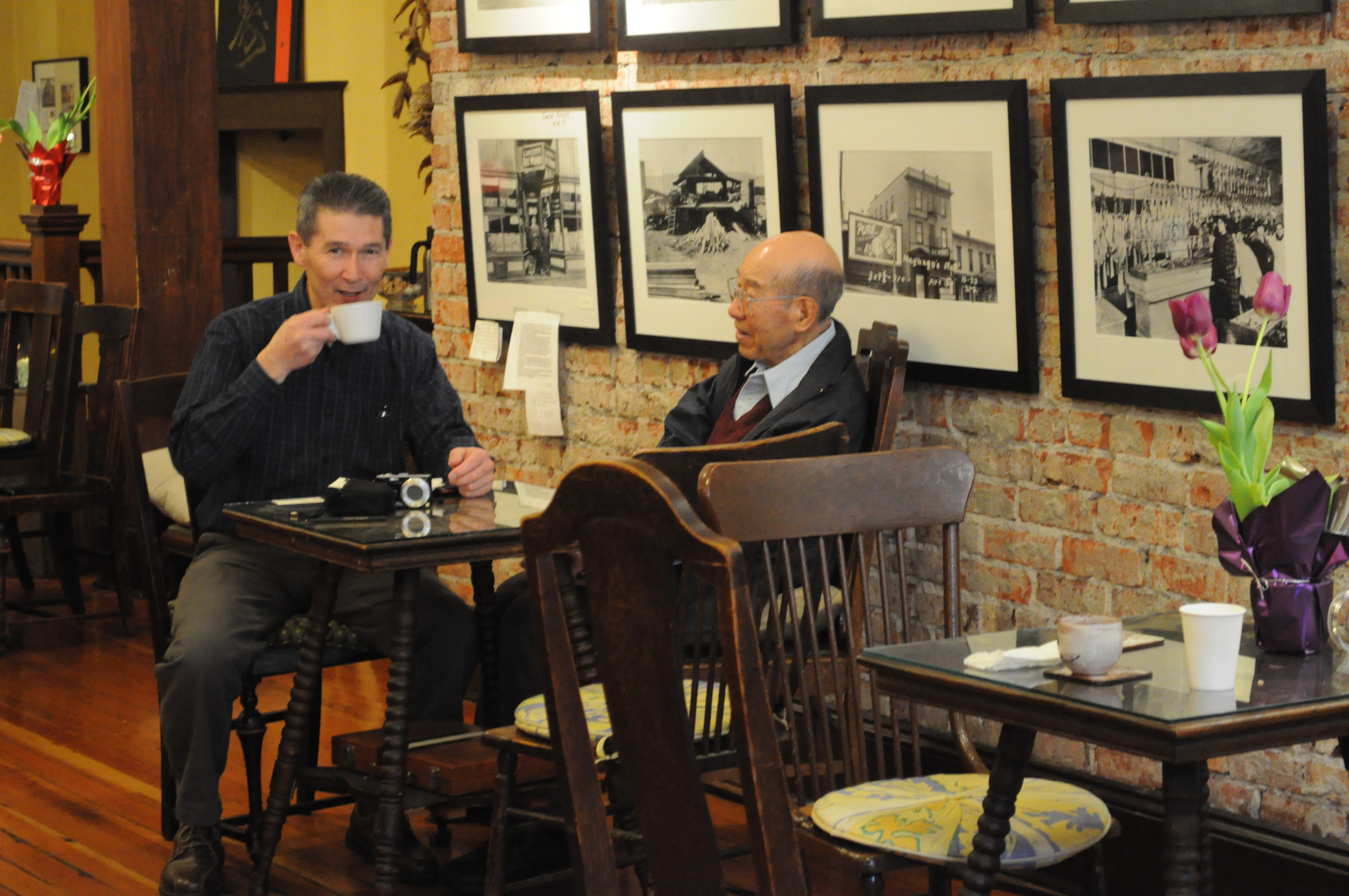
Das 2001 eröffnete Panama Hotel Tea & Coffee House

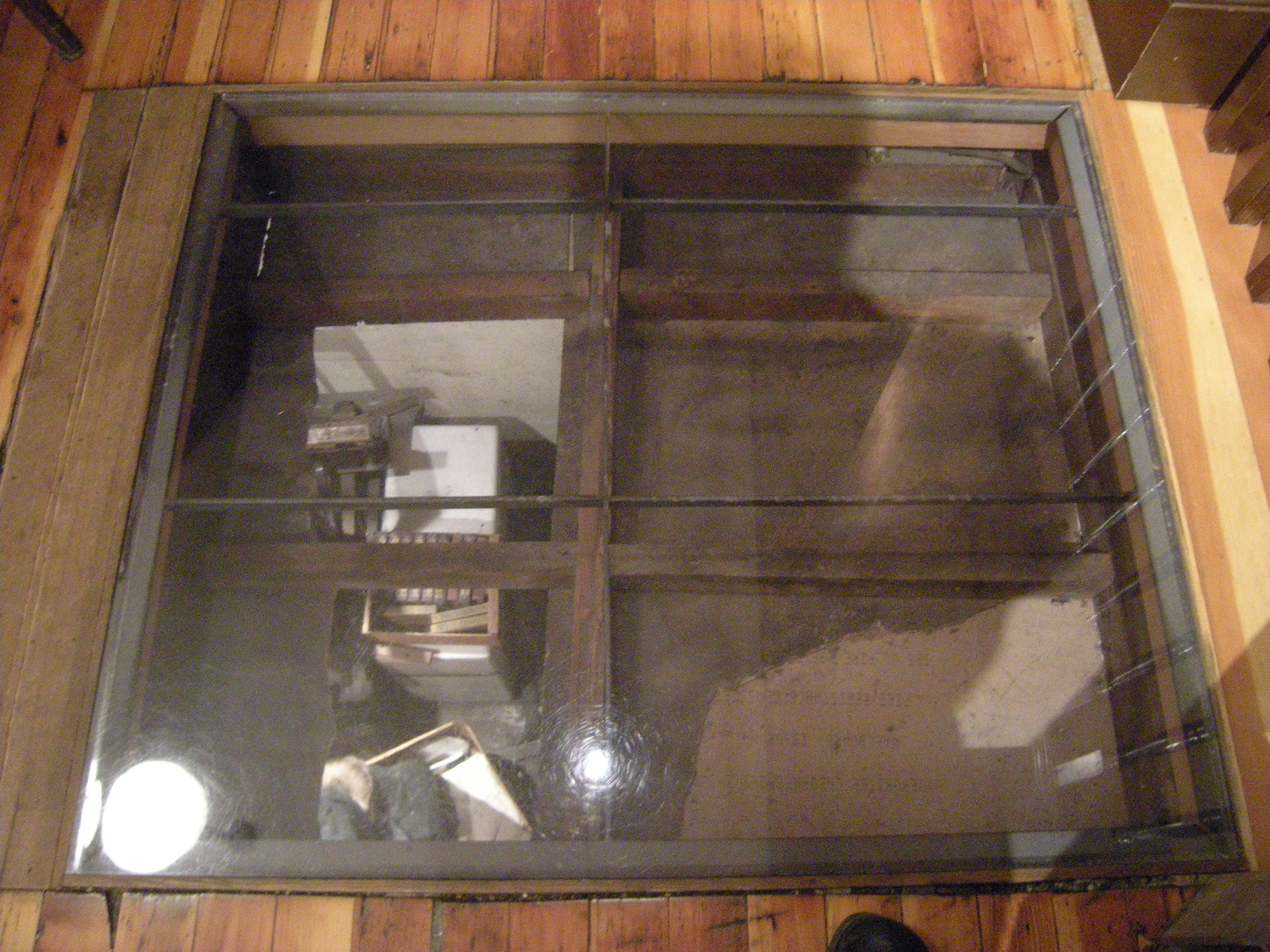
Blick durch das im Boden eingelassene Glasfenster des heutigen Kaffeehauses zu den eingelagerten Koffern internierter japanischstämmiger Amerikaner

### Bau
Das Panama Hotel wurde 1910 nach einem Entwurf des 1894 in die USA eingewanderten japanischen Architekten Sabro Ozasa an der 605 South Main Street Ecke Six Avenue South errichtet und eröffnete seinen Betrieb Anfang 1911. Das Gebäude verfügte über einen Keller und fünf oberirdische Geschosse und wurde mittels armiertem Beton und Backsteinen errichtet. Der Grundriss betrug 18 × 36 Meter (genau: 60 × 120 Fuß), der Bau kostete etwa USD 50.000. Im unteren Stockwerk wurden sechs von der Nordseite zugängliche Geschäfte eingerichtet. Im Laufe der Jahre befanden sich hier viele verschiedene Einzelhändler und Dienstleister – so auch Ärzte, Fotostudios, Übersetzer und Lebensversicherer. Im Obergeschoss standen Büroflächen zur Verfügung und die obersten drei Etagen beherbergten das Hotel mit seinen 101 Zimmern sowie Gemeinschaftsbädern und Toiletten auf jeder Etage. Im Jahr 1914 wurde ein ähnlich dimensioniertes Gebäude an der südwärtigen Rückseite angebaut – das Northern Pacific Hotel.
Bauherr des Hotels war die West Coast Building Company, spätere Eigentümer waren die Sound Trading Investment Company (1915–1920) und die Enterprise Investment Company (1920–1938). Im Jahr 1938 erwarben Sanjiro Hori und sein Sohn Takashi das Gebäude. 1985 verkaufte die Hori-Familie das Objekt an Jan Johnson, die es bis heute bewirtschaftet.

### Badehaus
Im Kellergeschoss des Gebäudes wurde 1916 ein japanisches Badehaus (Sento) eingerichtet. Dieses wegen Diskriminierungsvorfällen nach außen nur als Wäscherei bezeichnete Badehaus (mit allerdings angegliederter Wäscherei) wurde zu einem zentralen Treffpunkt der japanischen Stadtteilbewohner. Das unter dem Namen „Hashidate Yu“ firmierende Badehaus wurde bis zur Mitte der 1960er Jahre betrieben und ist heute vollständig im Originalzustand erhalten. Es ist eines von nur zwei Badehäusern dieser Art, die es noch in den USA gibt. Es ist das älteste, noch erhaltene Badehaus des Landes.

### Internierungszeit
Die Internierung japanischstämmiger Amerikaner setzte 1942 nach Erlass der Executive Order 9066 durch den amerikanischen Präsidenten als Folge des Angriffes auf Pearl Harbor ein. Die japanischstämmige Gemeinde in Seattle wurde kurzfristig in Lager (War Relocation Center) eingewiesen. Die meisten der Betroffenen wurden zunächst einem Lager in Puyallup (Camp Harmony) zugewiesen und in Folge in das Minidoka County nach Idaho verbracht. Der damalige Eigentümer des Panama Hotels, Takashi Hori, der selbst auch interniert wurde, erlaubte Familien aus Nihonmachi, überzähliges Gepäck im Hotelkeller abzustellen. Nach Entlassung aus der Internierung wurde der Großteil dieser eingelagerten Teile wieder abgeholt, rund 50 Koffer befinden sich aber noch heute im Keller des Hauses. In den 1990er Jahren wurden einige dieser Exponate zu Ausstellungen an das Migrationsmuseum auf Ellis Island und das Japanese American National Museum in Los Angeles verliehen.

### Unfall
Im Jahr 1964 kam es anlässlich der Bauarbeiten an der nahegelegenen Interstate 5 zu einem Unfall: Ein 25 Tonnen schweres Baustellenfahrzeug rollte ungebremst die hier steil abfallende South Main Street hinunter und rammte die nordöstliche Ecke des Panama Hotels. Der Aufprall war so heftig, dass die Nordseite (Frontseite) des Hotels bis zum dritten Fenster, und die Ostseite bis zum ersten Fenster aufgerissen wurde. Die notwendigen Aufbauarbeiten wurden zum Anlass genommen, eine Modernisierung der Fassade und der Einzelhandelsgeschäfte vorzunehmen.

### Kaffeehaus
Unter Jan Johnson wurde im September 2011 das Panama Hotel Tea & Coffee House im Erdgeschoss eröffnet. Von hier kann man durch ein im Boden eingelassenes Glasfenster den Keller mit den dort abgestellten Gepäckstücken der 1942 internierten Japaner sehen sowie auf einer Treppe das ehemalige Badehaus erreichen. Wie auch in den Hotelzimmern sind im Kaffeehaus Exponate aus dem frühen 20. Jahrhundert – Möbelstücke, Lampen, japanische Kunst, japanische Puppen, Fotos – ausgestellt oder in Verwendung.

## Denkmalschutz
Im Jahr 2006 erhielt das Panama Hotel den Status einer National Historic Landmark. Ein weiterer Denkmalschutz wurde dem Gebäude 2015 zuteil: Der National Trust for Historic Preservation nahm es als erstes Objekt in Seattle in seine Liste der National Treasures auf. Die Aufnahmeerklärung wurde am 9. April 2015 im Rahmen eines Festaktes, an dem u. a. die Präsidentin des National Trusts, Stephanie Meeks, der Kongressabgeordnete Jim McDermott und Seattles stellvertretender Bürgermeister, Hyeok Kim, teilnahmen, verlesen.

## Rezeption
Das Panama Hotel wird im Roman „Hotel on the Corner of Bitter and Sweet“ thematisiert. Das 2009 von Jamie Ford verfasste und von Ballantine Books herausgegebene Werk wurde mehrfach ausgezeichnet und in 34 Sprachen übersetzt. Der Roman behandelt die Liebesgeschichte zwischen dem chinesisch-amerikanischen Jungen Henry Lee und dem japanisch-amerikanischen Mädchen Keiko Okabe während der Internierungszeit im Zweiten Weltkrieg. Die Internierung trennt die beiden; die Familie Okabe stellt – wie viele andere – Reisegepäck im Panama Hotel unter.